# Mai Oishi
Mai Oishi (nome verdadeiro: Hiroko Ouchi 大石麻衣) é uma atriz japonesa nascida em 27 de maio de 1963.
Seu primeiro trabalho foi na série de tokusatsu Sharivan, aos 20 anos. Também apareceu em Shaider, mas ganhou destaque como Mai Tsubasa, a Change Phoenix de Esquadrão Relâmpago Changeman.
Após esse papel, Oishi ficou afastada das telas até 2019, onde apareceu no final de Lupinranger VS Patranger.
Em 2023, ela veio ao Brasil participar da Anime Friends.